# Комминс, Ланна
Ланна Комминс (также Ланна Кумминс) — тайская певица, исполнительница народных песен.

## Биография
Родилась 3 ноября 1983 в Бангкоке, Таиланд. Её отец из Австрии, мать из Таиланда. Училась в Австралии, Малайзии и Таиланде. За время своей музыкальной карьеры она выпустила три альбома под лейблом звукозаписи GMM Grammy.

## Дискография
- 2004 — Lanna Commins
- 2005 — Yin Dee Pee Ra Gaa
- 2006 — Happy Trip